# Henry Durant
Pour les articles homonymes, voir Durant.
Ne doit pas être confondu avec Henry Dunant.

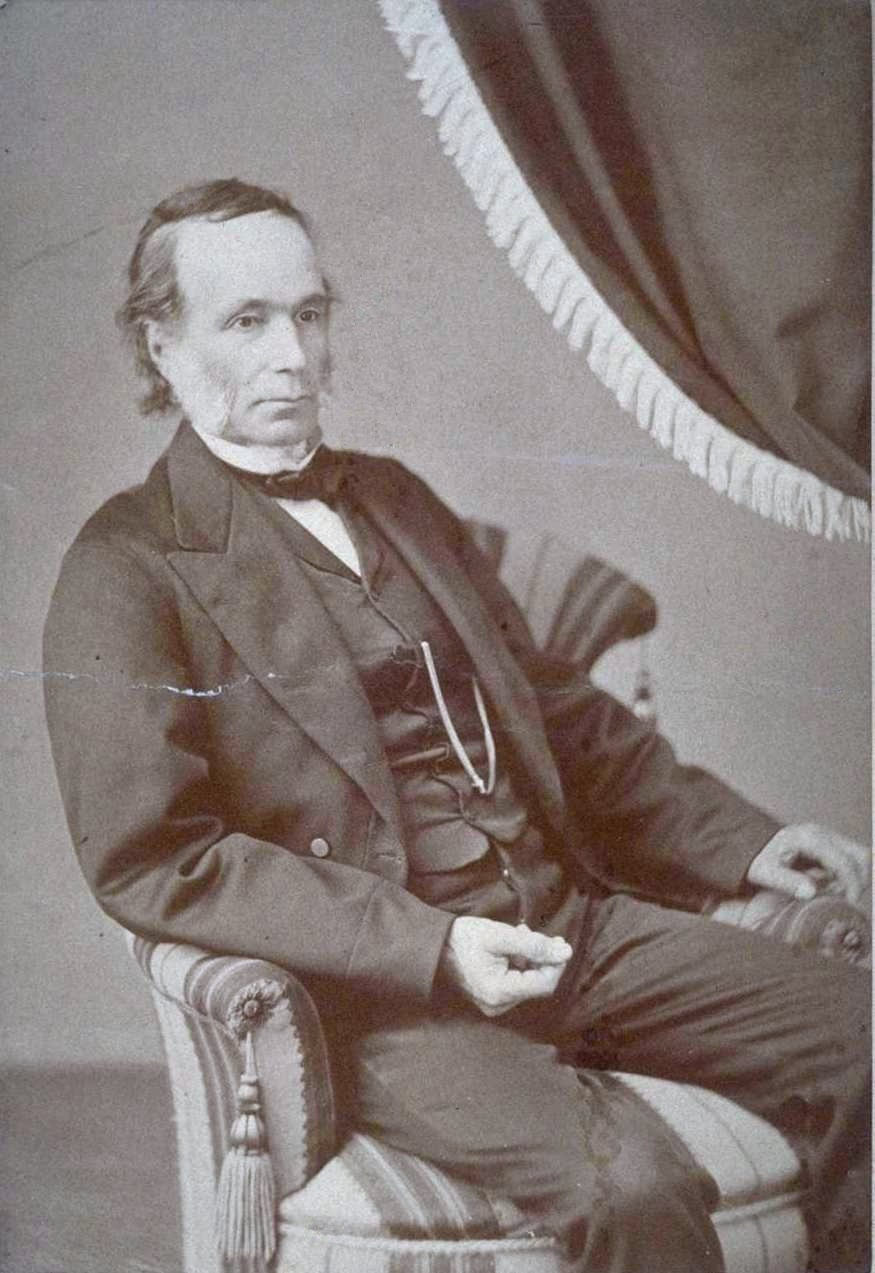

Henry Durant, né le 18 juin 1802 à Acton dans le (Massachusetts) et mort le 22 janvier 1875 à Oakland (Californie), est un pasteur et éducateur américain. Il a été le président fondateur de l’Université de Californie. Durant a également été maire d’Oakland.

## Biographie
Henry Durant a fréquenté la Phillips Academy et l’Andover Theological Seminary à Andover, dans le Massachusetts ; il étudie ensuite pour son ministère pastoral au Yale College où il obtint son diplôme en 1827. En 1833, il fut ordonné pasteur de l’église congrégationaliste de Byfield, dans le Massachusetts. La même année, il épousa Mary E. Buffett de Stanwich, dans le Connecticut.

## Carrière
Après avoir servi dans le ministère pendant 16 ans, il a démissionné de son pastorat et est devenu directeur de l’Académie Dummer (aujourd’hui connue sous le nom de The Governor’s Academy) à Byfield. Il occupa ce poste de 1849 à 1852.
En 1853, Durant se trouve en Californie et fonde la Contra Costa Academy, une école privée pour garçons. En 1855, l’école a reçu la charte du College of California.
Le collège a ensuite fusionné avec l’Agricultural, Mining, and Mechanical Arts College de l’État de Californie pour créer l’Université de Californie en 1868. Durant a été élu premier président de l’Université de Californie le 16 août 1870. Il a démissionné que deux ans plus tard afin de céder le poste à un homme plus jeune, Daniel Coit Gilman. En 1873, l’Université de Californie déménage sur son nouveau campus de Berkeley.
Par la suite, Durant a été élu 16e maire d’Oakland, et a servi trois ans avant de mourir en fonction, le 22 janvier 1875.

### Source
- (en) Cet article est partiellement ou en totalité issu de l’article de Wikipédia en anglais intitulé « Henry Durant » (voir la liste des auteurs).